# Robert Lee Curbeam
Robert Lee Curbeam (Baltimore, Maryland, 1962. március 5. –) amerikai űrhajós.

## Életpálya
1984-ben a Haditengerészeti Akadémián (USAF Academy) repülőmérnöki diplomát szerzett. 1986-tól az USS Forrestal (CVA 59) fedélzetén a Földközi-tengeren, a Karib-tengeren, az Északi-sark körzetében és az Indiai-óceánon teljesített szolgálatot. TOPGUN kiképzésben részesült. 1990-ben a Haditengerészeti Posztgraduális Iskolában megerősítette mérnöki diplomáját. 1991-ben tesztpilóta kiképzésben részesült. Az F–14A/B különböző változatain repült, illetve tesztelt. 1994-tő az USAF Academy oktatója.
1994. december 9-től a Lyndon B. Johnson Űrközpontban részesült űrhajóskiképzésben. Három űrszolgálata alatt összesen 37 napot, 14 órát és 33 percet (902 óra) töltött a világűrben. Űrsétái alatt 45 órát töltött az űrrepülőgépen és a Nemzetközi Űrállomáson kívül. Űrhajós pályafutását 2007. december 7-én fejezte be.

## Űrrepülések
- STS–85, a Discovery űrrepülőgép 23. repülésének küldetésfelelőse. A telepítette, majd visszanyerte az Atmosphere-Shuttle Pallet Satellite-2 (CRISTA-SPAS-2) űreszközt (légkörkutató). Tesztelte az új Japán manipulátor alkalmazhatóságát. Első űrszolgálata alatt összesen 11 napot, 20 órát és 28 percet (284 óra) töltött a világűrben. 7 600 000 kilométert (4 700 000 mérföldet) repült, 189 kerülte meg a Földet.
- STS–98, a Atlantis űrrepülőgép 23. repülésének parancsnoka. A Nemzetközi Űrállomásra (ISS) szállították az amerikai Destiny laboratóriumot. A logisztikai anyagok (víz, élelmiszer, kutatási eszközök, anyagok) valamint a legénység is átköltözött az ISS fedélzetére. Második űrszolgálata alatt összesen 12 napot, 21 órát és 21 percet (309 óra) töltött a világűrben. Három űrséta (kutatás, szerelés) alatt mint 19 órát töltött a világűrben. 8 500 000 kilométert (5 300 000 mérföldet) repült, 171 alkalommal kerülte meg a Földet.
- STS–116 a Discovery űrrepülőgép  repülésének  küldetés specialistája. Az ISS építéséhez szállítottak rácsszerkezetet (P5). Az első űrsétával (kutatás, szerelés) az űrsikló rakteréből kiemelték, helyére illesztették az építést segítő hordozóeszközt. A második űrséta alatt a villamosenergia-rendszer újrahuzalozását végezték. A harmadikon az egyik napelem visszahúzó rendszerét javították meg. A nem tervezett negyedik technikai helyreállítási művelet volt. Összesen 18 óra 15 percet töltöttek az űrsiklón/űrállomáson kívül. Harmadik űrszolgálata alatt összesen 12 napot, 20 órát és 44 percet (308 óra) töltött a világűrben. 8 500 000 kilométert (5 300 000 mérföldet) repült, 170 alkalommal kerülte meg a Földet.